# سراب السفلي (قهستان)
سراب السفلی (بالفارسية: سراب سفلی) هي مستوطنة تقع في إيران في قسم قهستان الريفي. يقدر عدد سكانها بـ 271 نسمة بحسب إحصاء 2016.